# Gergely
Gergely [ˈɡɛrɡɛj] ist die ungarische Form des christlichen männlichen Vornamens Gregor bzw. Gregorius. Als Kurzform ist auch Gergő üblich.

## Namenstag
- 12. März
- 9. Mai

## Namensträger

### Vorname
- Gergely Antal (* 1985), ungarischer Schachmeister
- Gergely Bobál (* 1995), ungarischer Fußballspieler
- Gergely Chowanski (* 1981), deutscher Volleyballspieler ungarischer Herkunft
- Gergely Harsányi (* 1981), ungarischer Handballspieler
- Gergely Ivanics (* 1978), ungarischer Radrennfahrer
- Gergely Kiss (Wasserballspieler) (* 1977), ungarischer Wasserballspieler
- Gergely Krausz (* 1993), ungarischer Badmintonspieler
- Gergely Kulcsár (1934–2020), ungarischer Leichtathlet
- Gergely Márk (1923–2012), ungarischer Rosenzüchter
- Gergely Nagy (* 1969), ungarischer Schriftsteller
- Gergely Péterfy (* 1966), ungarischer Schriftsteller
- Gergely Prőhle (* 1965), ungarischer Politiker, Diplomat und Museumsleiter
- Gergely Rudolf (* 1985), ungarischer Fußballspieler

### Familienname
- Ágnes Gergely (* 1933), ungarische Schriftstellerin
- András Gergely (Eishockeyspieler) (1916–2008), ungarischer Eishockeyspieler
- András Gergely (Historiker) (1946–2021), ungarischer Historiker
- Gábor Gergely (* 1953), ungarischer Tischtennisspieler
- István Gergely (* 1976), ungarischer Wasserballspieler
- Jenő Gergely (1944–2009), ungarischer Historiker, Professor für Geschichte der Neuzeit
- József Gergely († 2010), rumänischer Fußballschiedsrichter und -funktionär
- László Gergely (Eishockeyspieler) (1916–1946), ungarischer Eishockeyspieler
- László Gergely (Fußballspieler) (* 1941), rumänischer Fußballspieler
- Nicole Gergely (* 1984), österreichische Golfspielerin
- Stefan M. Gergely (* 1950), österreichischer Journalist und Sachbuchautor
- Tibor Gergely (1900–1978), ungarisch-amerikanischer Buchillustrator von Kinderbüchern